# 粗芒野古草
粗芒野古草（学名：Arundinella rupestris var. pachyathera）是禾本科野古草属的变种。分布在中国大陆的贵州东南部、广西北部]]等地，一般生长在河床两岸的石隙间及河滩上，目前尚未由人工引种栽培。